# Jogorepuh
Jogorepuh is een bestuurslaag in het regentschap Pasuruan van de provincie Oost-Java, Indonesië. Jogorepuh telt 1875 inwoners (volkstelling 2010).